# Alloplectus weirii

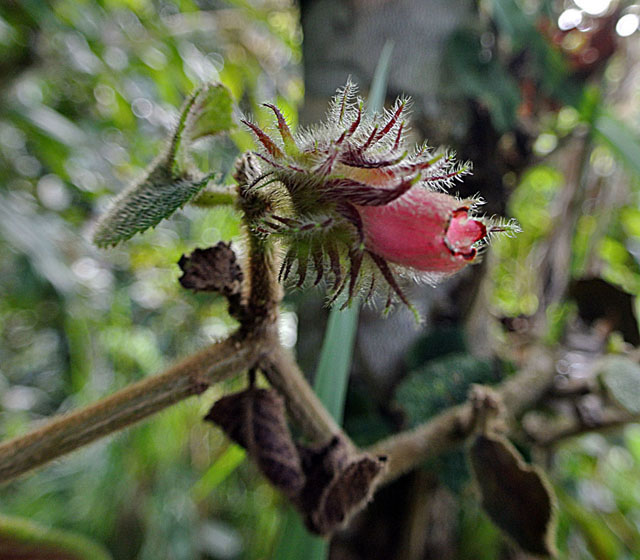

Alloplectus weirii är en tvåhjärtbladig växtart som först beskrevs av Carl Ernst Otto Kuntze, och fick sitt nu gällande namn av Wiehler. Alloplectus weirii ingår i släktet Alloplectus och familjen Gesneriaceae. Inga underarter finns listade i Catalogue of Life.